# 水螅花属
水螅花属又名管花木属，为水螅花目唯一科水螅花科下唯一属，共7种，乔木，都生长在南美洲西北和中美洲南部。以前的分类法将水螅花属列入茶茱萸科，1998年根据基因去缘关系分类的APG 分类法认为应该单独分为一个科，但无法列入任何一个目。2003年经过修订的APG II 分类法甚至不承认这个科，只是将这个属列为系属不清范围内。2009年的APG III 分类法承认水螅花科，为唇形类植物分支下的独立科。2016年的APG IV 分类法将水螅花科置入单独的水螅花目。
主要种：
- Metteniusa cundinamarcensis, Lozano
- Metteniusa edulis, Karst.
- Metteniusa huilensis, Lozano
- Metteniusa santanderensis, Lozano